# 日梅林卡
日梅林卡（烏克蘭語：Жмеринка，羅馬化：Zhmerynka，發音：[ˈʒmɛrɪnkɐ]）是乌克兰文尼察州日梅林卡區日梅林卡市镇内的城市，为该区及该市镇的行政中心（该市在2020年7月18日前为该州的州辖市，并不在该区的管辖范围内）。該市距離州府文尼察35公里，始建于1825年，面積18.26平方公里，海拔高度326米，2022年人口数量为33,754人。

## 友好城市
- 波蘭 斯卡日斯科-卡緬納（2001年7月5日）
- 波蘭 小波蘭地區森濟舒夫（2016年2月28日）

## 当地名人
- 阿列克谢·贡恰鲁克：乌克兰政治人物，曾任乌克兰总理、总统秘书处副主任。

## 图集

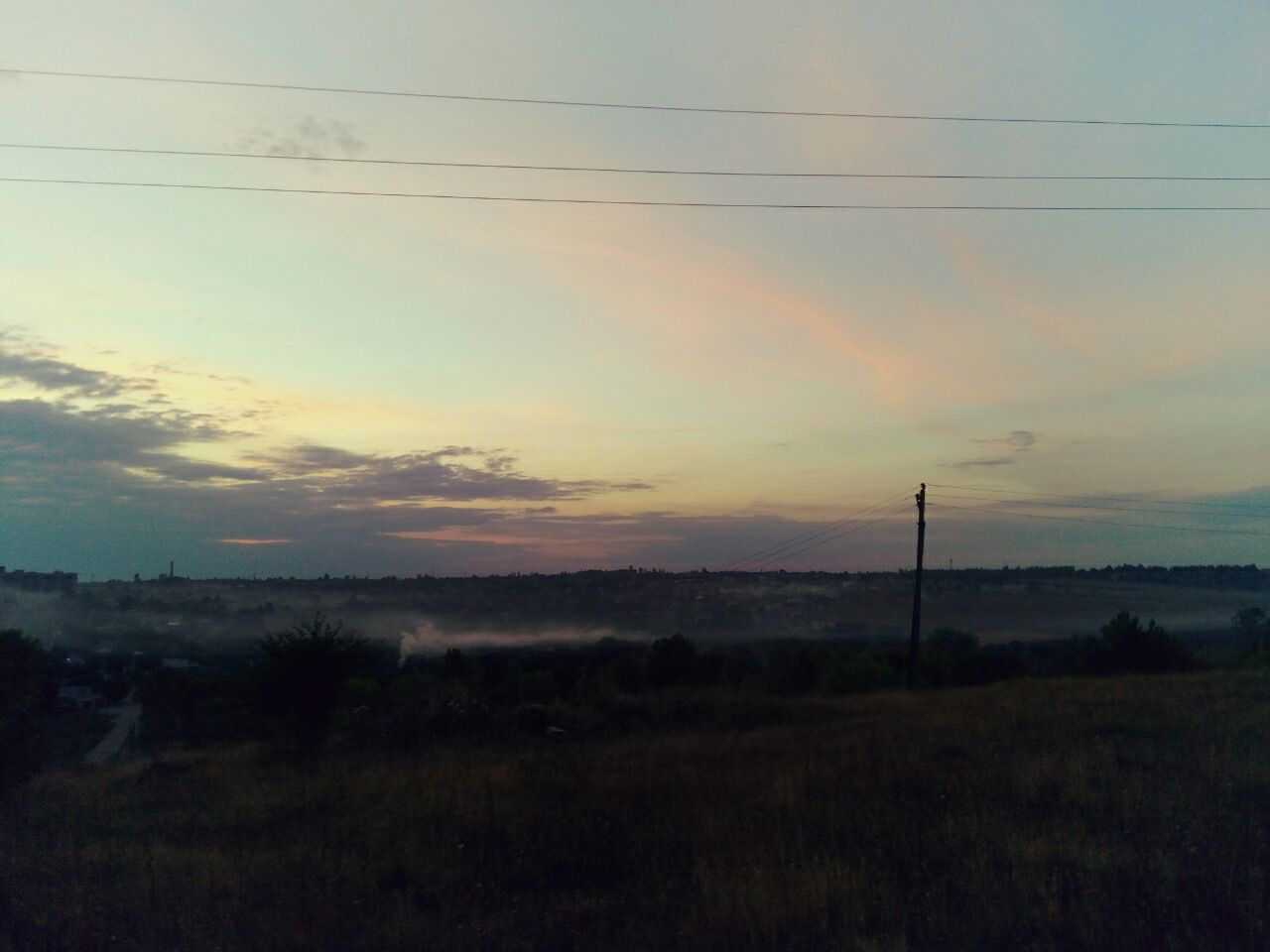
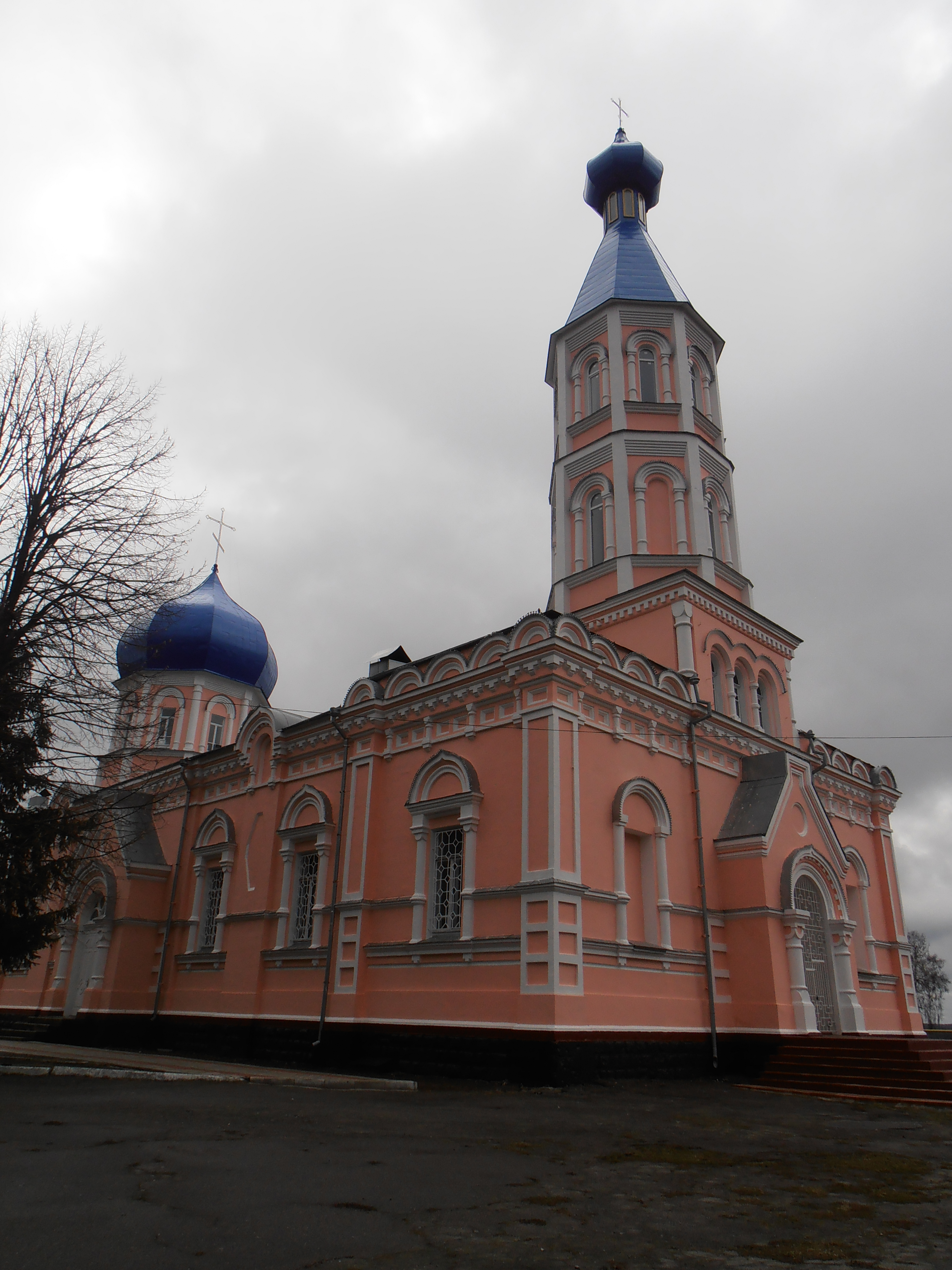
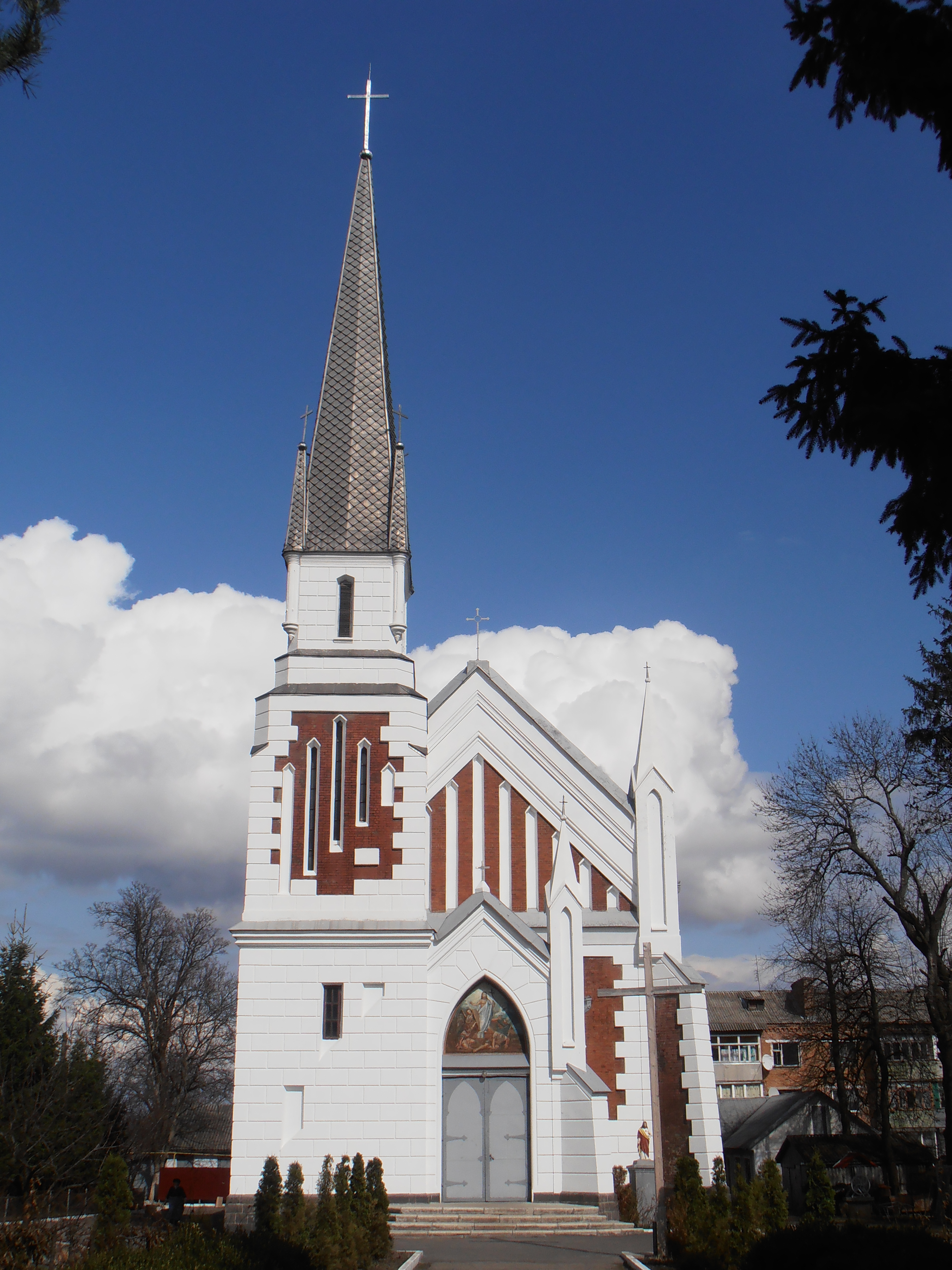
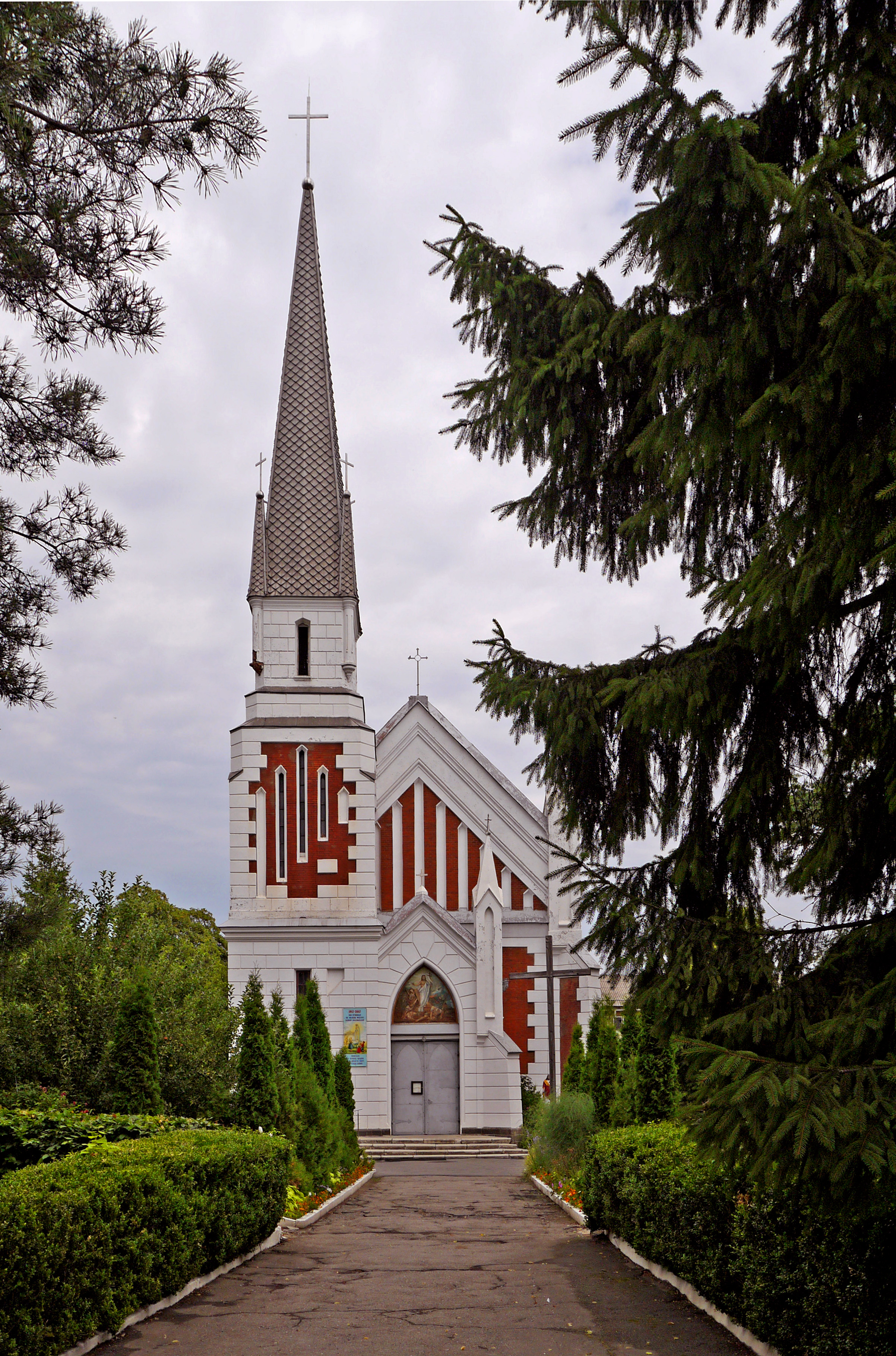
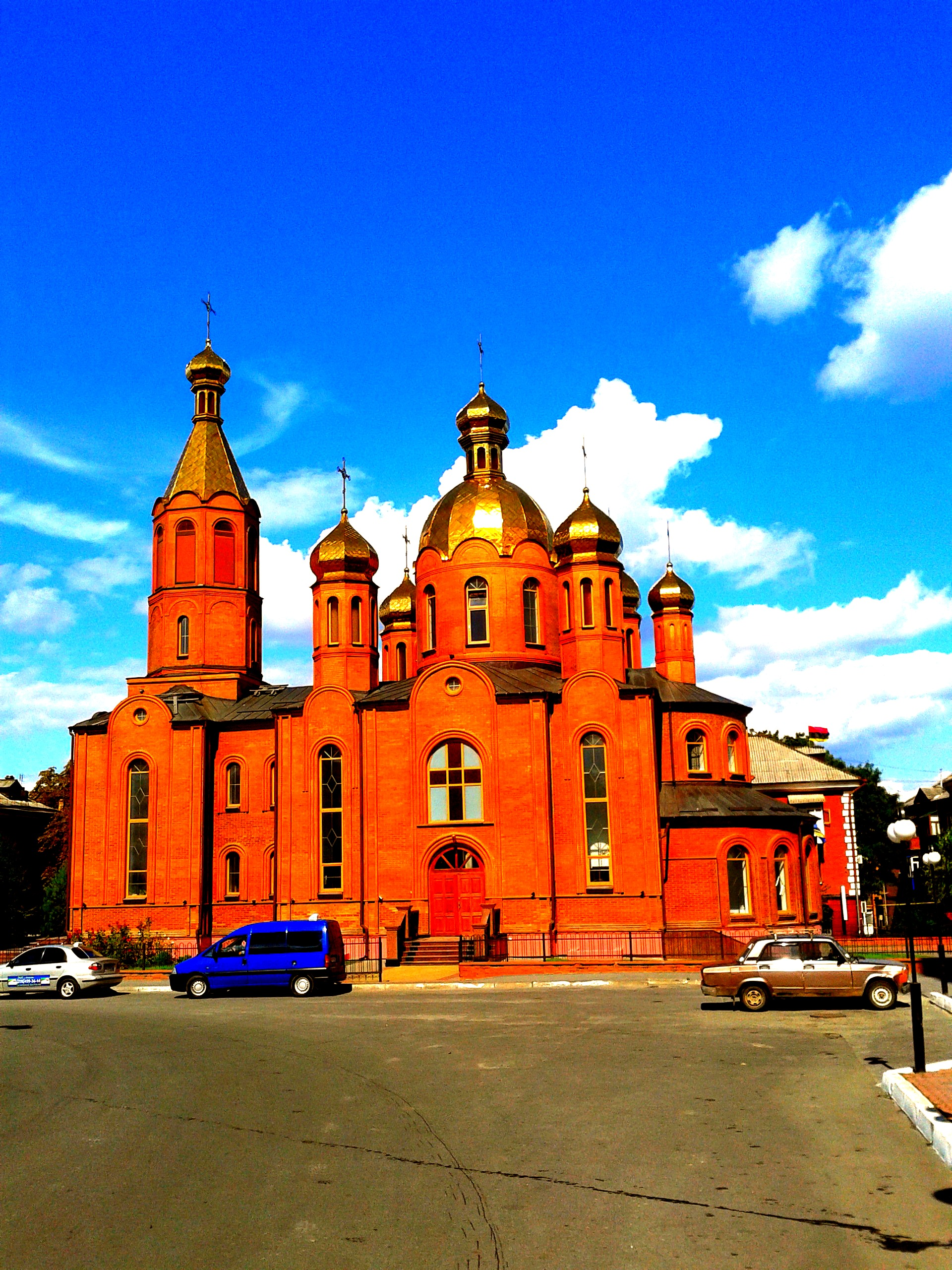
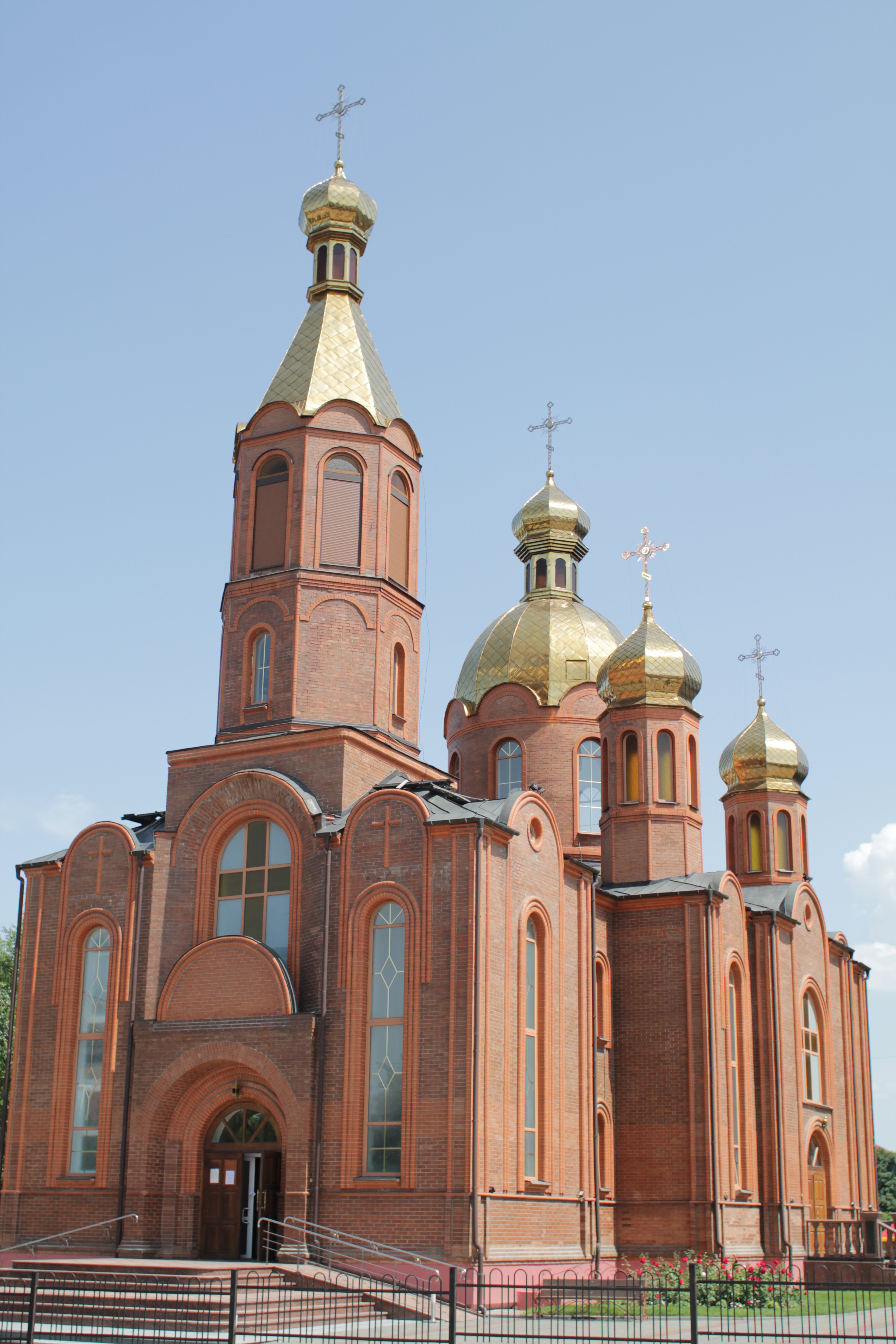
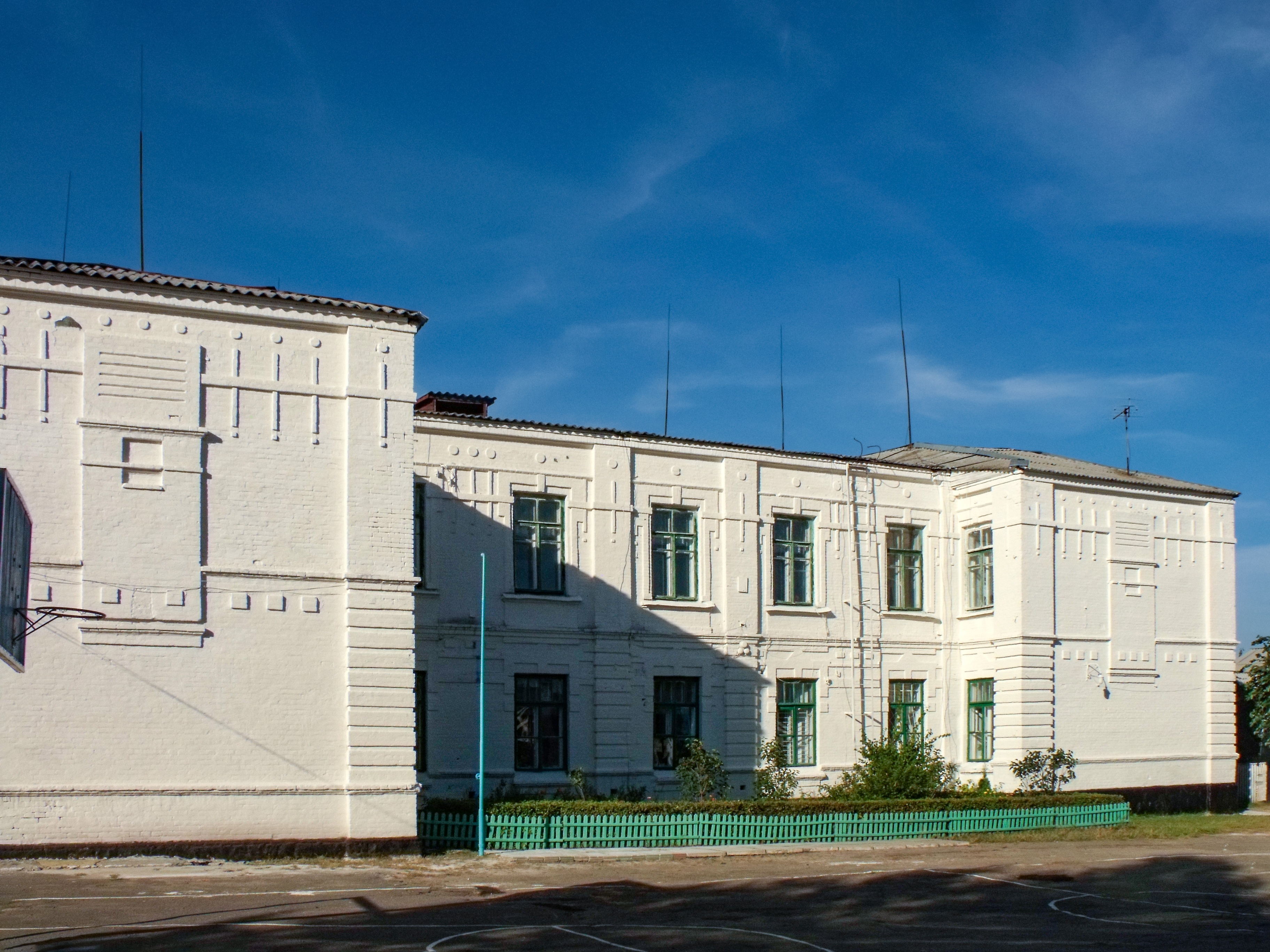
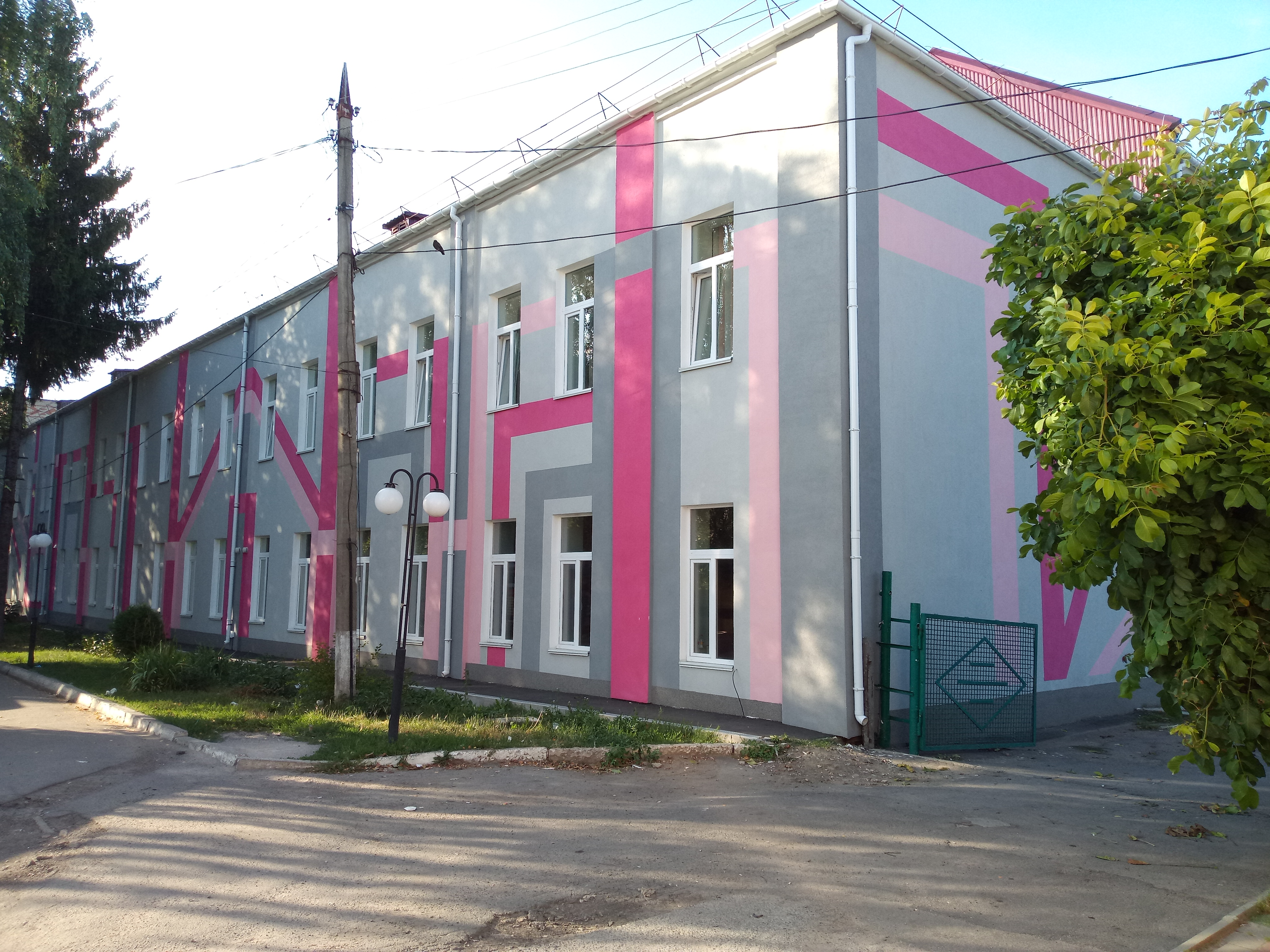
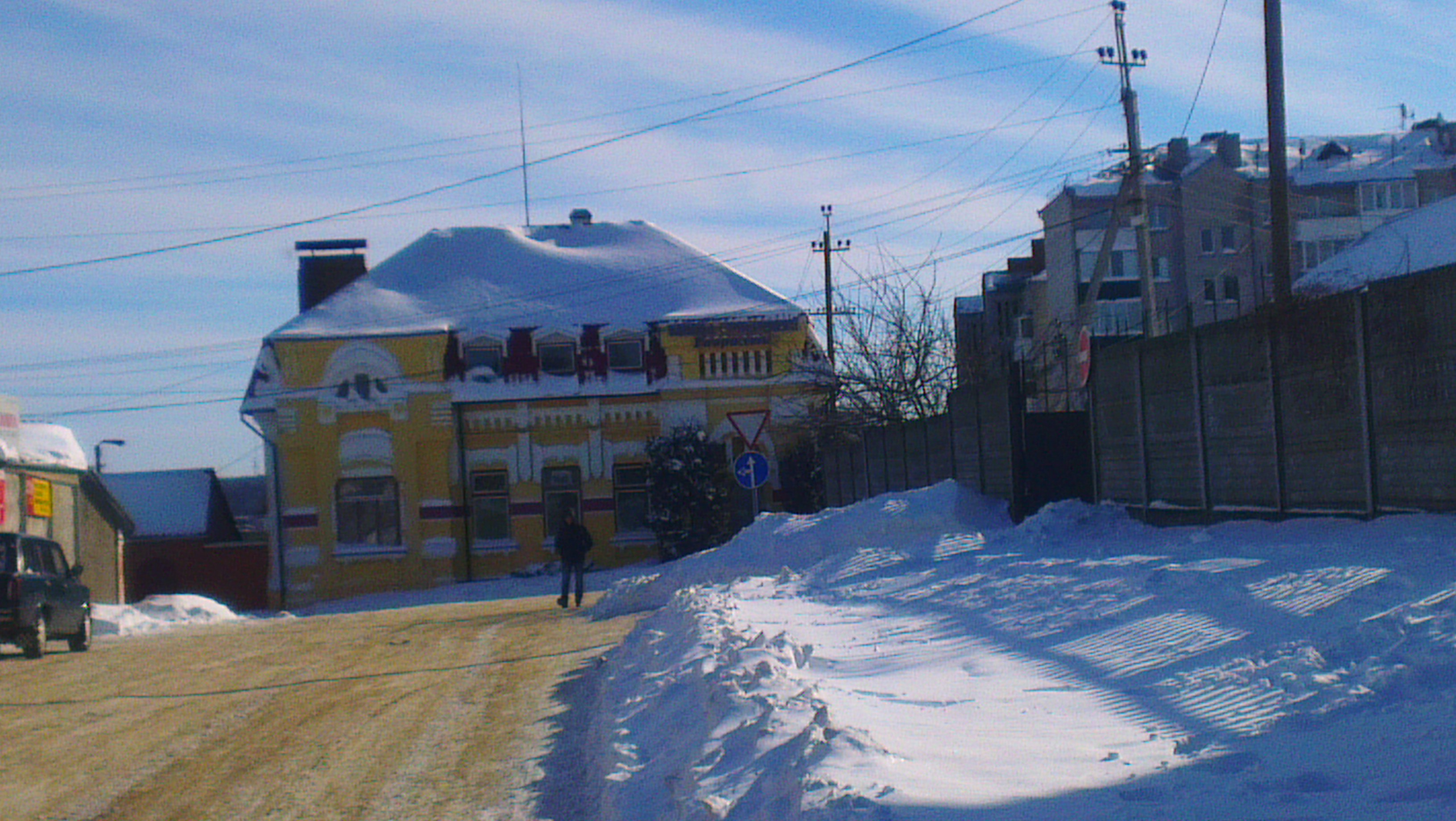
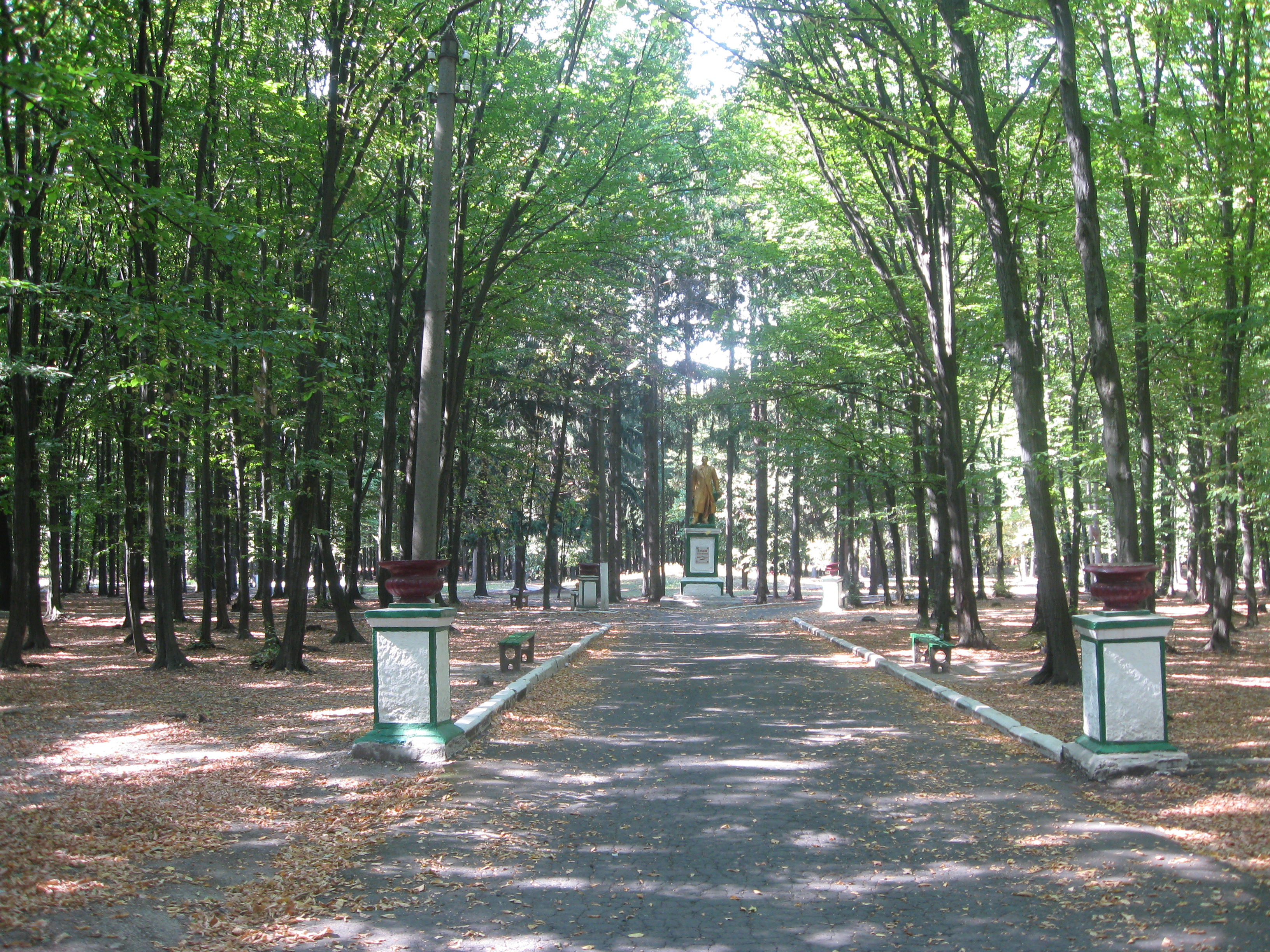
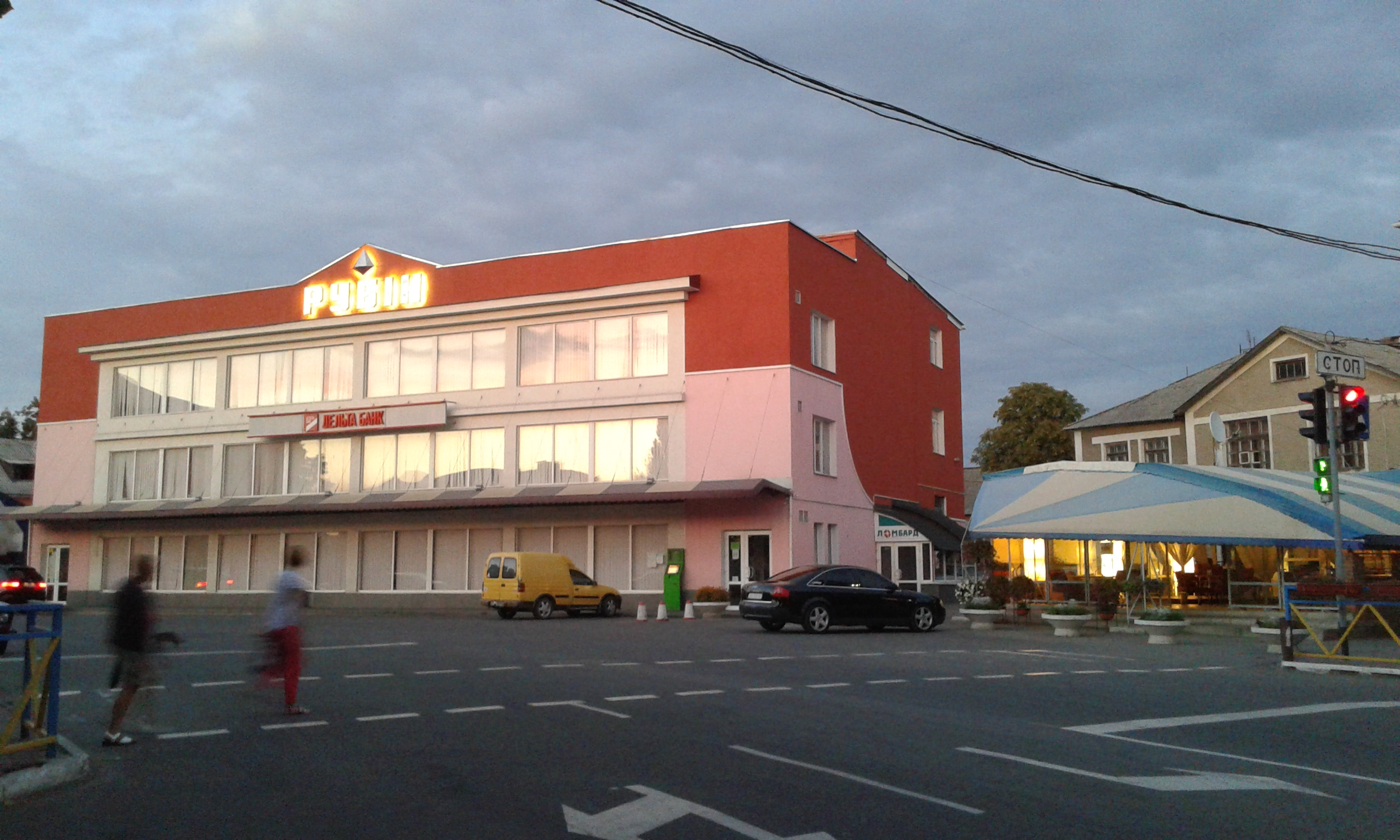
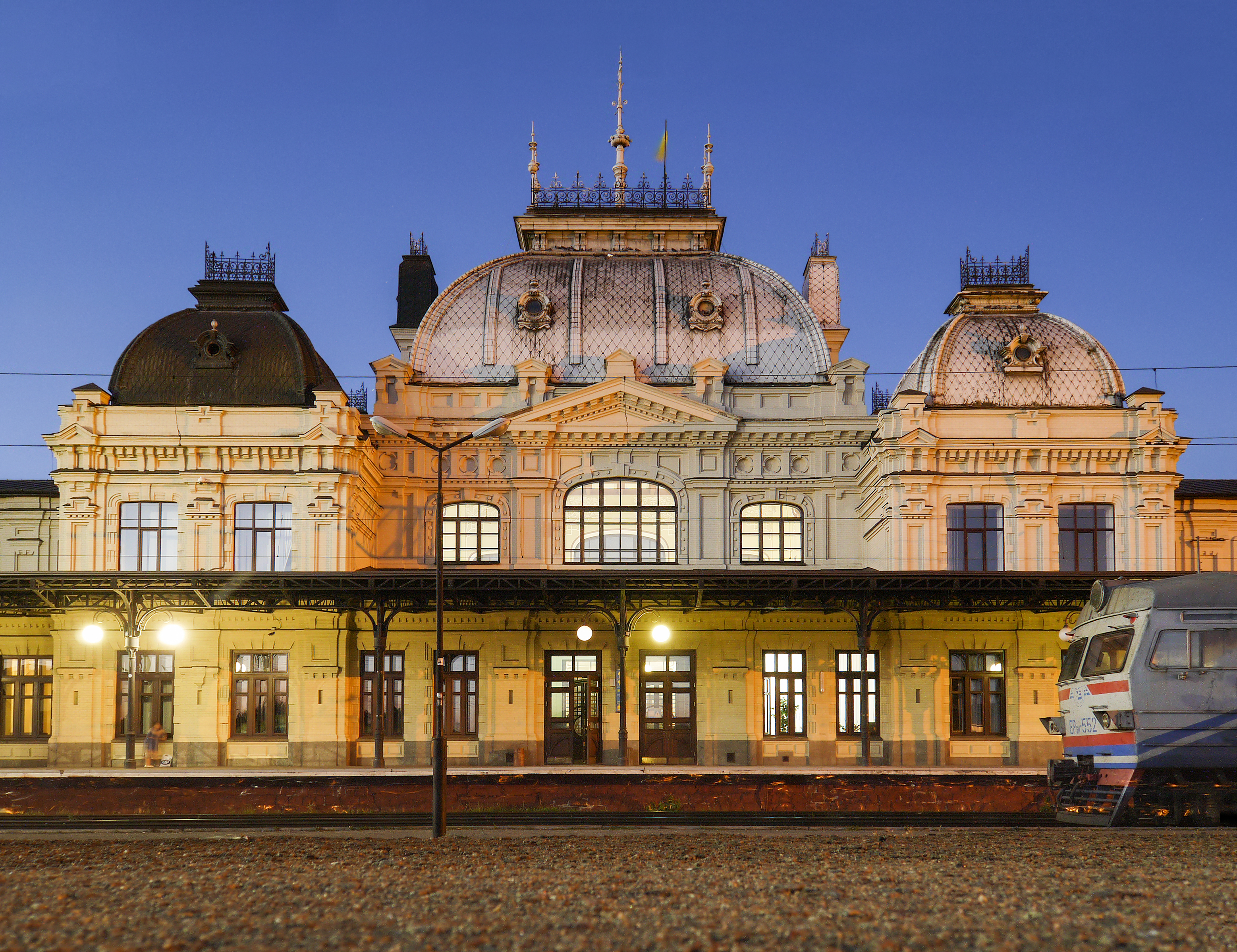
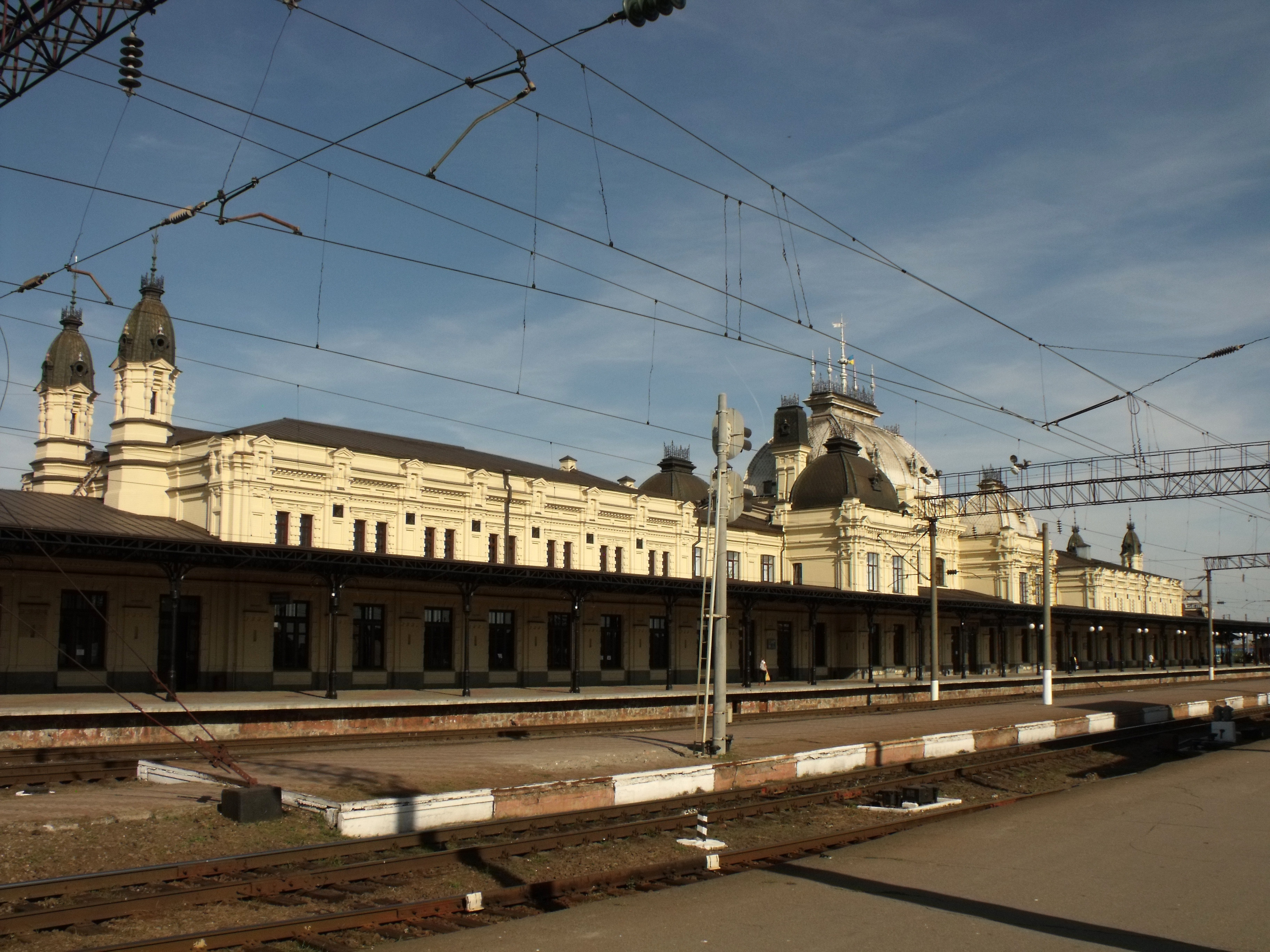
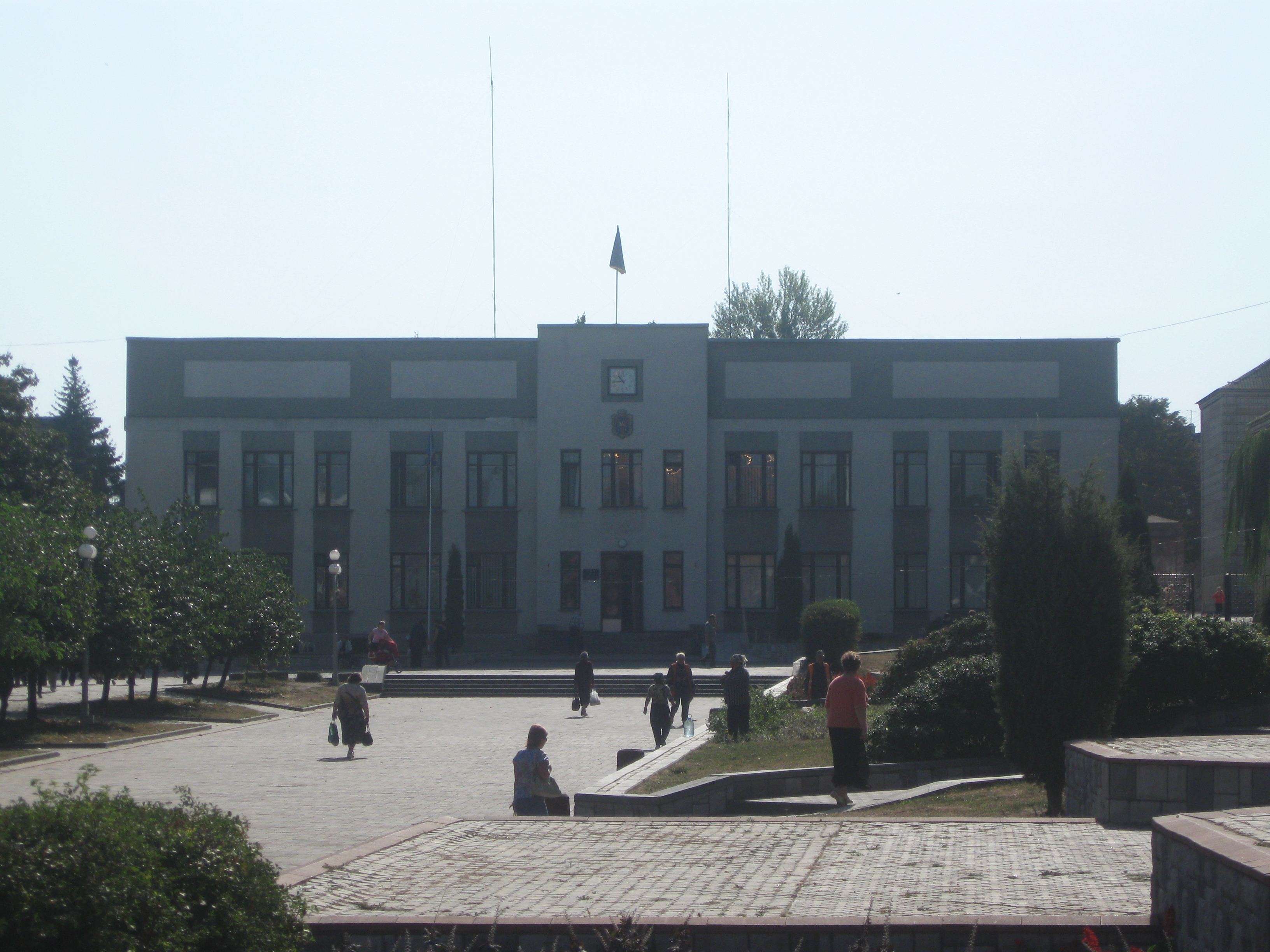